# Pintures de la façana de la Fàbrica Tipel
Les Pintures de la façana de la Fàbrica Tipel és una obra de Parets del Vallès (Vallès Oriental) inclosa a l'Inventari del Patrimoni Arquitectònic de Catalunya.

## Descripció
Conjunt de pintures murals adaptades a la composició dels buits i plens de les façanes del costat de llevant i migdia d'un edifici industrial, així com al mur de contenció de l'autopista AP7, amb una superfície total de 200 m² representant grans budells entortolligats que surten de les finestres, bromera incontrolada que sobreïx dels dipòsits de color, personatges folls que fugen de l'interior de l'edifici, formes blanques i geomètriques que es troben en un punt de fuga inexistent o l'edificació de la primera fàbrica surrealista de la història.

## Història
Pintures realitzades per Arranz-Bravo i Bartolozzi, a partir de l'encàrrec d'Isidor Prenafeta el 1966, per a l'empresa Tipel, que era una fàbrica de tintures i de tractament de pell. Es tracta d'una de les primeres obres conjuntes d'aquests artistes que causarà gran enrenou, ja que es considera una provocació.
El Ministeri espanyol d'Obres Públiques comunicà que calia eliminar les pintures, ja que es considerava un motiu de distracció pels conductors.
La via judicial i el ressò públic que mobilitza les forces vives de la cultura i els mitjans de comunicació salvaran l'edifici i les seves pintures, això suposà un triomf davant de la dictadura.
Tipel es transformà en una autèntica notícia d'abast nacional i internacional.
La voluntat dels artistes anava més enllà. Van disposar d'un escenari rutinari i en un emplaçament excepcional, el revolt de l'autopista, per mostrar el seu art.